# Słuszków
Słuszków – wieś w Polsce, w województwie wielkopolskim, w powiecie kaliskim, siedziba gminy Mycielin.
W latach 1975–1998 miejscowość administracyjnie należała do województwa kaliskiego.
W 1935 we wsi odkryto skarb ze Słuszkowa.